# Quando m'innamoro
Quando m'innamoro is een lied geschreven door Daniele Pace, Mario Panzeri en Roberto Livraghi. Het werd hun grootste hit.

## Anna Identici
De eerste versie was van Anna Identici. Zij zong het in een arrangement van Franco Tadini op het 18e Festival van San Remo in 1968. Ze won niet. Sergio Endrigo en Roberto Carlos haalden die prijs binnen met Canzone per te. Er was geen internationaal succes weggelegd voor Anna met haar versie. Wel haalde zij een achtste plaats in de Italiaanse hitparade met dit nummer.

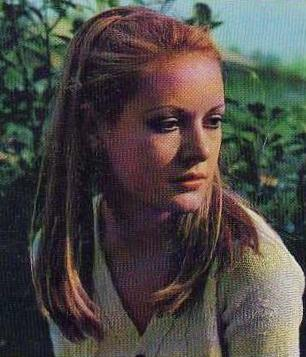
Anna Identici

## The Sandpipers
The Sandpipers hadden wat dat betreft meer succes. Zij zongen het ook op dat festival. Hun versie, opgenomen onder leiding van de stermuziekproducent Tommy LiPuma, haalde de Britse Top 50. Ze stonden zes weken genoteerd met een 33e plaats als hoogste. In Nederland en België was er geen succes weggelegd.

## Engelbert Humperdinck
Groter succes had Engelbert Humperdinck met zijn Engelstalige versie A man without love. Barry Mason zorgde voor de vertaling.

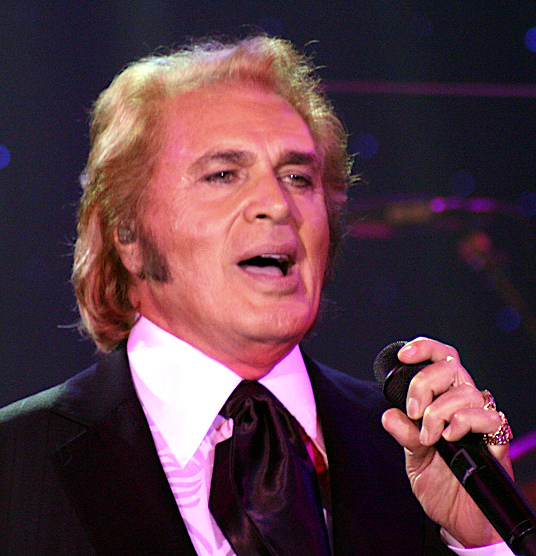
Engelbert Humperdinck

### Hitnotering
Hij haalde in diezelfde Britse lijst vijftien weken notering met een 2e plaats als hoogste notering. Het plaatje stond ook twee maanden in hitlijst van het Nederlandse Muziek Expres.

### Nederlandse Top 40
| Positie: | 29 | 14 | 8 | 7 | 6 | 9 | 13 | 15 | 17 | 22 | 30 | 33 | uit |

### NPO Radio 2 Top 2000
A Man Without Love stond alleen in 1999 in de NPO Radio 2 Top 2000, op plek 1899.

## Andere covers
Er werden ook covers gemaakt door onder andere Al Bano, Vico Torriani (met een Duitse tekst), Andrea Bocelli, Joe Dassin (in het Frans met de titel Comment te dire) en Theo van Cleeff (in het Engels).
Bob Dylan en The Grateful Dead zongen het gedurende hun gezamenlijke tournee in 1989. In 2012 verscheen een Nederlandstalige versie Geef me al jouw dromen van Frank Galan; hij haalde er de hitparades niet mee.